# Charles Laughton
Charles Laughton (født 1. juli 1899 i Scarborough, North Yorkshire, England, død 15. december 1962 i Los Angeles, Californien, USA) var en britisk skuespiller.
Efter sin teateruddannelse slog han igennem som karakterskuespiller ved britiske teatre i 1920'erne. Han filmdebuterede i 1928, og virkede i Hollywood fra 1932. Han fik stor succes med titelrollen i de britiske film The Private Life of Henry VIII (Henrik den Ottendes privatliv, 1933; Oscar-pris) og Rembrandt (1936), men det meste af hans karriere kom til at foregå i amerikansk film, og han blev amerikansk statsborger i 1950.
Laughton udmærkede sig i outrerede, udsatte eller dekadente roller, som f.eks. kejser Nero i Cecil B. DeMilles The Sign of the Cross (Korsets tegn, 1932), kaptajn Bligh i Mutiny on the Bounty (Mytteri på Bounty, 1935) og Quasimodo i The Hunchback of Notre Dame (Klokkeren fra Notre Dame, 1939). Men også mere normale eller sympatiske roller blev udført med karismatisk skuespillerkunst, f.eks. funktionæren i If I Had a Million (Hvis jeg fik en million, 1932), tjeneren i Ruggles of Red Gap (Det begyndte i Paris, 1935), faren i Hobson's Choice (En gevaldig tyran, 1954) og forsvarsadvokaten i Witness for the Prosecution (Anklagerens vidne, 1957). Hans eneste film som instruktør er The Night of the Hunter (Kludedukken, 1955), en mørkt lyrisk fabel om kampen mellem det gode og det onde.
Han er blevet tilegnet en stjerne på Hollywood Walk of Fame.